# Liste des monuments historiques de Moerbeke
Pour les articles homonymes, voir Waas.
Cette page regroupe l'ensemble des monuments classés de la ville belge de Moerbeke.
| Objet                                                                                                   | Statut du classement? | Année de construction/architecte | Section communale | Adresse              | Coordonnées                      | Numéro d'inventaire | Illustration                                   |
| --- | --------------------- | -------------------------------- | ----------------- | -------------------- | -------------------------------- | ------------------- | ---------------------------------------------- |
| (nl) Hefbrug over Moervaart                                                                             | Oui                   |                                  | Moerbeke          | Lindenplaats         | 51° 10′ 18″ nord, 3° 56′ 10″ est | 200916              | Téléverser                                     |
| (nl) Terwestbrug                                                                                        | Oui                   |                                  | Moerbeke          | Prijckestraat        | 51° 10′ 13″ nord, 3° 55′ 03″ est | 200917              | (nl) Terwestbrug                               |
| (nl) Caudenbormbrug                                                                                     | Oui                   |                                  | Moerbeke          | De Rechte Dreve      | 51° 10′ 32″ nord, 3° 58′ 40″ est | 200918              | (nl) Caudenbormbrug                            |
| (nl) Dambrug                                                                                            | Oui                   |                                  | Moerbeke          | Damstraat            | 51° 10′ 20″ nord, 3° 56′ 53″ est | 200919              | (nl) Dambrug                                   |
| (nl) Oostvaart en kasseiwegen aan oever                                                                 | Oui                   |                                  | Moerbeke          | Oostvaart            | 51° 10′ 38″ nord, 3° 58′ 37″ est | 200955              | Téléverser                                     |
| (nl) Grafkapel                                                                                          | Oui                   |                                  | Moerbeke          | Moerbekeplein        | 50° 45′ 12″ nord, 3° 55′ 10″ est | 201050              | Téléverser                                     |
| (nl) Oorlogsmonument WOI                                                                                |                       |                                  | Moerbeke          | Bevrijdersstraat     | 51° 10′ 22″ nord, 3° 56′ 26″ est | 212470              | Téléverser                                     |
| (nl) Breedhuis van hoeve                                                                                |                       |                                  | Moerbeke          | Abelendreef 1        | 51° 12′ 59″ nord, 3° 58′ 35″ est | 34244               | Téléverser                                     |
| (nl) Parochiekerk Sint-Antonius abt                                                                     | Oui                   |                                  | Moerbeke          | Bevrijdersstraat     | 51° 10′ 22″ nord, 3° 56′ 26″ est | 34245               | (nl) Parochiekerk Sint-Antonius abt            |
| (nl) Privéschool, gemeentehuis                                                                          |                       |                                  | Moerbeke          | Bevrijdersstraat 1   | 51° 10′ 20″ nord, 3° 56′ 24″ est | 34246               | Téléverser                                     |
| (nl) Dorpshuis, dorpsherberg Het Kruiske                                                                |                       |                                  | Moerbeke          | Bevrijdersstraat 3   | 51° 10′ 20″ nord, 3° 56′ 24″ est | 34247               | Téléverser                                     |
| (nl) Dorpswoning                                                                                        |                       |                                  | Moerbeke          | Bevrijdersstraat 4   | 51° 10′ 21″ nord, 3° 56′ 22″ est | 34248               | Téléverser                                     |
| (nl) Enkelhuis                                                                                          |                       |                                  | Moerbeke          | Bevrijdersstraat 5   | 51° 10′ 21″ nord, 3° 56′ 24″ est | 34249               | Téléverser                                     |
| (nl) Empire getint herenhuis                                                                            |                       |                                  | Moerbeke          | Bevrijdersstraat 32  | 51° 10′ 25″ nord, 3° 56′ 21″ est | 34250               | Téléverser                                     |
| (nl) Herenwoning dubbelhuistype                                                                         |                       |                                  | Moerbeke          | Bevrijdersstraat 34  | 51° 10′ 27″ nord, 3° 56′ 22″ est | 34251               | Téléverser                                     |
| (nl) Herenhuis                                                                                          |                       |                                  | Moerbeke          | Damstraat 5          | 51° 10′ 19″ nord, 3° 56′ 23″ est | 34252               | Téléverser                                     |
| (nl) Twee rijhuizen                                                                                     |                       |                                  | Moerbeke          | Damstraat 11         | 51° 10′ 19″ nord, 3° 56′ 25″ est | 34253               | Téléverser                                     |
| (nl) Twee rijhuizen                                                                                     |                       |                                  | Moerbeke          | Damstraat 9          | 51° 10′ 19″ nord, 3° 56′ 25″ est | 34253               | Téléverser                                     |
| (nl) Dubelhuis, postgebouw, school                                                                      |                       |                                  | Moerbeke          | Damstraat 17         | 51° 10′ 18″ nord, 3° 56′ 28″ est | 34254               | Téléverser                                     |
| (nl) Herenhuis, Kasteel De Smet                                                                         |                       |                                  | Moerbeke          | Damstraat 24         | 51° 10′ 20″ nord, 3° 56′ 29″ est | 34255               | Téléverser                                     |
| (nl) Dorpswoning                                                                                        |                       |                                  | Moerbeke          | Damstraat 25         | 51° 10′ 18″ nord, 3° 56′ 31″ est | 34256               | Téléverser                                     |
| (nl) Breedhuis, Kasteel Perlan                                                                          |                       |                                  | Moerbeke          | Damstraat 81         | 51° 10′ 19″ nord, 3° 56′ 43″ est | 34257               | Téléverser                                     |
| (nl) Breedhuis, Kasteel Perlan                                                                          |                       |                                  | Moerbeke          | Damstraat 83         | 51° 10′ 19″ nord, 3° 56′ 43″ est | 34257               | Téléverser                                     |
| (nl) Breedhuis, Kasteel Perlan                                                                          |                       |                                  | Moerbeke          | Damstraat 85         | 51° 10′ 19″ nord, 3° 56′ 43″ est | 34257               | Téléverser                                     |
| (nl) Burgerwoning enkelhuistype                                                                         |                       |                                  | Moerbeke          | Damstraat 109        | 51° 10′ 20″ nord, 3° 56′ 51″ est | 34258               | Téléverser                                     |
| (nl) Burgerwoning dubbelhuistype                                                                        |                       |                                  | Moerbeke          | Damstraat 111        | 51° 10′ 20″ nord, 3° 56′ 51″ est | 34259               | Téléverser                                     |
| (nl) Hoekhuis XIX B                                                                                     |                       |                                  | Moerbeke          | Damstraat 142        | 51° 10′ 22″ nord, 3° 56′ 54″ est | 34260               | Téléverser                                     |
| (nl) Villa Van Garsse                                                                                   |                       |                                  | Moerbeke          | Damstraat 236        | 51° 10′ 27″ nord, 3° 57′ 21″ est | 34261               | Téléverser                                     |
| (nl) Twee enkelhuizen                                                                                   |                       |                                  | Moerbeke          | de Kerchovestraat 4  | 51° 10′ 22″ nord, 3° 56′ 26″ est | 34262               | Téléverser                                     |
| (nl) Twee enkelhuizen                                                                                   |                       |                                  | Moerbeke          | de Kerchovestraat 6  | 51° 10′ 22″ nord, 3° 56′ 26″ est | 34262               | Téléverser                                     |
| (nl) Twee enkelhuizen                                                                                   |                       |                                  | Moerbeke          | de Kerchovestraat 15 | 51° 10′ 23″ nord, 3° 56′ 29″ est | 34263               | Téléverser                                     |
| (nl) Twee enkelhuizen                                                                                   |                       |                                  | Moerbeke          | de Kerchovestraat 17 | 51° 10′ 23″ nord, 3° 56′ 29″ est | 34263               | Téléverser                                     |
| (nl) Pastorie ca. 1910                                                                                  |                       |                                  | Moerbeke          | de Kerchovestraat 19 | 51° 10′ 24″ nord, 3° 56′ 29″ est | 34264               | Téléverser                                     |
| (nl) Woning met atelier, mouterij met mouttoren                                                         |                       |                                  | Moerbeke          | de Kerchovestraat 22 | 51° 10′ 26″ nord, 3° 56′ 25″ est | 34265               | Téléverser                                     |
| (nl) Hoeve losse bestanddelen                                                                           |                       |                                  | Moerbeke          | Dorpvaart 89         | 51° 10′ 42″ nord, 3° 56′ 40″ est | 34266               | Téléverser                                     |
| (nl) Boerenhuis bij hoeve                                                                               |                       |                                  | Moerbeke          | Dorpvaart 91         | 51° 10′ 42″ nord, 3° 56′ 41″ est | 34267               | Téléverser                                     |
| (nl) Drie aanpalende huisjes                                                                            |                       |                                  | Moerbeke          | Drongendreef 27      | 51° 10′ 35″ nord, 3° 56′ 29″ est | 34268               | Téléverser                                     |
| (nl) Drie aanpalende huisjes                                                                            |                       |                                  | Moerbeke          | Drongendreef 29      | 51° 10′ 35″ nord, 3° 56′ 29″ est | 34268               | Téléverser                                     |
| (nl) Drie aanpalende huisjes                                                                            |                       |                                  | Moerbeke          | Drongendreef 31      | 51° 10′ 35″ nord, 3° 56′ 29″ est | 34268               | Téléverser                                     |
| (nl) Hoeve, voorheen Drongengoed, ook Roggegoed                                                         |                       |                                  | Moerbeke          | Drongendreef 92      | 51° 11′ 12″ nord, 3° 56′ 32″ est | 34269               | Téléverser                                     |
| (nl) Boerenhuis                                                                                         |                       |                                  | Moerbeke          | Eksaardsedam 1       | 51° 10′ 19″ nord, 3° 56′ 52″ est | 34270               | Téléverser                                     |
| (nl) Pompstation Watering van de Valleien der Zuidlede                                                  |                       |                                  | Moerbeke          | Eksaardsedam 5       | 51° 09′ 07″ nord, 3° 56′ 55″ est | 34271               | Téléverser                                     |
| (nl) Magazijn, vlaszwingelfabriek, later textielfabriek Baertsoen-Buysse, Weverij                       |                       |                                  | Moerbeke          | Eksaardsedam 8       | 51° 10′ 06″ nord, 3° 56′ 56″ est | 34272               | Téléverser                                     |
| (nl) Café (zonder naam), dubbelhuis                                                                     |                       |                                  | Moerbeke          | Eksaardsedam 11      | 51° 09′ 06″ nord, 3° 56′ 54″ est | 34273               | Téléverser                                     |
| (nl) Café Triphon, dubbelhuis                                                                           |                       |                                  | Moerbeke          | Eksaardsedam 15      | 51° 09′ 02″ nord, 3° 56′ 56″ est | 34274               | Téléverser                                     |
| (nl) Woning                                                                                             |                       |                                  | Moerbeke          | Eksaardsedam 42      | 51° 09′ 20″ nord, 3° 56′ 58″ est | 34275               | Téléverser                                     |
| (nl) Villa eclectische stijl, vroeger Kasteel van Geeterayen                                            |                       |                                  | Moerbeke          | Eksaardsedam 46      | 51° 09′ 08″ nord, 3° 56′ 56″ est | 34276               | Téléverser                                     |
| (nl) Villa eclectische stijl, vroeger Kasteel van Geeterayen                                            |                       |                                  | Moerbeke          | Eksaardsedam 48      | 51° 09′ 08″ nord, 3° 56′ 56″ est | 34276               | Téléverser                                     |
| (nl) Boerderij-herberg Etboshoeve                                                                       | Oui                   |                                  | Moerbeke          | Etbos 3              | 51° 09′ 03″ nord, 3° 55′ 28″ est | 34277               | Téléverser                                     |
| (nl) Breedhuis, herberg-afspanning                                                                      | Oui                   |                                  | Moerbeke          | Etbos 4              | 51° 09′ 02″ nord, 3° 55′ 32″ est | 34278               | Téléverser                                     |
| (nl) Boerenhuis bij hoeve                                                                               |                       |                                  | Moerbeke          | Fortstraat 14        | 51° 10′ 14″ nord, 3° 54′ 48″ est | 34279               | Téléverser                                     |
| (nl) Gebouw, stoommaalderij                                                                             |                       |                                  | Moerbeke          | Heidestraat 45       | 51° 10′ 35″ nord, 3° 56′ 18″ est | 34280               | Téléverser                                     |
| (nl) Molenaarshuis, heden restaurant 't Molenhof                                                        |                       |                                  | Moerbeke          | Heirweg 25           | 51° 10′ 30″ nord, 3° 58′ 25″ est | 34281               | Téléverser                                     |
| (nl) Kapel Onze-Lieve-Vrouw Heilig Hart en Heilige Rochus, neogotisch                                   |                       |                                  | Moerbeke          | Heirweg              | 51° 10′ 34″ nord, 3° 58′ 25″ est | 34282               | Téléverser                                     |
| (nl) Boerderij-herberg De Drie Koningen (voormalige)                                                    | Oui                   |                                  | Moerbeke          | Heirweg 53           | 51° 10′ 35″ nord, 3° 58′ 37″ est | 34283               | Téléverser                                     |
| (nl) Hoeve losse bestanddelen                                                                           | Oui                   |                                  | Moerbeke          | Heirweg 55           | 51° 10′ 32″ nord, 3° 58′ 39″ est | 34284               | Téléverser                                     |
| (nl) Meershoeve, boerderij-herberg                                                                      | Oui                   |                                  | Moerbeke          | Heirweg 57           | 51° 10′ 28″ nord, 3° 58′ 36″ est | 34285               | Téléverser                                     |
| (nl) Gebouw, puin Hof van Koudenborn of Hof te Borne                                                    | Oui                   |                                  | Moerbeke          | Heirweg 59           | 51° 10′ 33″ nord, 3° 59′ 06″ est | 34286               | Téléverser                                     |
| (nl) Dorpswoning                                                                                        |                       |                                  | Moerbeke          | Hospicestraat 26     | 51° 10′ 30″ nord, 3° 56′ 50″ est | 34287               | Téléverser                                     |
| (nl) Boerenarbeidershuisjes                                                                             |                       |                                  | Moerbeke          | Hospicestraat 65     | 51° 10′ 29″ nord, 3° 56′ 58″ est | 34288               | Téléverser                                     |
| (nl) Boerenhuis                                                                                         |                       |                                  | Moerbeke          | Keizershoek 15       | 51° 10′ 48″ nord, 3° 55′ 20″ est | 34289               | Téléverser                                     |
| (nl) Parochiekerk Sint-Philippus en Jacobus                                                             |                       |                                  | Moerbeke          | Kerkstraat 15        | 51° 13′ 28″ nord, 3° 58′ 36″ est | 34290               | Téléverser                                     |
| (nl) Parochiekerk Heilig Hart                                                                           |                       |                                  | Moerbeke          | Kruisstraat 41       | 51° 12′ 05″ nord, 3° 56′ 17″ est | 34292               | (nl) Parochiekerk Heilig Hart                  |
| (nl) Boerenhuis, molenaarshuis bij Kruisstraatmolen                                                     |                       |                                  | Moerbeke          | Kruisstraat 7        | 51° 11′ 51″ nord, 3° 56′ 23″ est | 34293               | Téléverser                                     |
| (nl) Pastorie                                                                                           | Oui                   |                                  | Moerbeke          | Kruisstraat 39       | 51° 12′ 04″ nord, 3° 56′ 17″ est | 34294               | (nl) Pastorie                                  |
| (nl) Vrije kleuterschool, katholieke lagere school                                                      |                       |                                  | Moerbeke          | Kruisstraat 43       | 51° 12′ 06″ nord, 3° 56′ 16″ est | 34295               | Téléverser                                     |
| (nl) Hoeve                                                                                              |                       |                                  | Moerbeke          | Kruisstraat 46       | 51° 12′ 05″ nord, 3° 56′ 12″ est | 34296               | Téléverser                                     |
| (nl) Burgerhuizen                                                                                       |                       |                                  | Moerbeke          | Lindenplaats 1       | 51° 10′ 21″ nord, 3° 56′ 21″ est | 34297               | Téléverser                                     |
| (nl) Burgerhuizen                                                                                       |                       |                                  | Moerbeke          | Lindenplaats 3       | 51° 10′ 21″ nord, 3° 56′ 21″ est | 34297               | Téléverser                                     |
| (nl) Burgerhuizen                                                                                       |                       |                                  | Moerbeke          | Lindenplaats 5       | 51° 10′ 21″ nord, 3° 56′ 21″ est | 34297               | Téléverser                                     |
| (nl) Kasteel Lippens, gemeentehuis                                                                      |                       |                                  | Moerbeke          | Lindenplaats 7       | 51° 10′ 21″ nord, 3° 56′ 18″ est | 34301               | Téléverser                                     |
| (nl) Watertoren                                                                                         | Oui                   |                                  | Moerbeke          | Lindenplaats 10      | 51° 10′ 19″ nord, 3° 56′ 13″ est | 34302               | Téléverser                                     |
| (nl) Gebouw, Fort Francipanie                                                                           | Oui                   |                                  | Moerbeke          | Molenstraat 18B      | 51° 11′ 36″ nord, 3° 55′ 25″ est | 34303               | Téléverser                                     |
| (nl) Gebouw, Fort Francipanie                                                                           | Oui                   |                                  | Moerbeke          | Molenstraat 20       | 51° 11′ 36″ nord, 3° 55′ 25″ est | 34303               | Téléverser                                     |
| (nl) Gebouw, Fort Francipanie                                                                           | Oui                   |                                  | Moerbeke          | Molenstraat 22       | 51° 11′ 36″ nord, 3° 55′ 25″ est | 34303               | Téléverser                                     |
| (nl) Boerenhuis                                                                                         |                       |                                  | Moerbeke          | Molenstraat 24       | 51° 11′ 43″ nord, 3° 55′ 16″ est | 34304               | Téléverser                                     |
| (nl) Hoeve Meetjesland                                                                                  |                       |                                  | Moerbeke          | Molenstraat 30       | 51° 11′ 45″ nord, 3° 55′ 10″ est | 34305               | Téléverser                                     |
| (nl) Dubbelhuis, onderwijzerswoning en klaslokalen                                                      |                       |                                  | Moerbeke          | Ooststraat 28        | 51° 12′ 18″ nord, 3° 56′ 33″ est | 34306               | Téléverser                                     |
| (nl) Boerenhuis en gebouwen van hoeve Zwarte Ruiter                                                     |                       |                                  | Moerbeke          | Oostvaart 36         | 51° 11′ 05″ nord, 3° 58′ 21″ est | 34307               | Téléverser                                     |
| (nl) Breedhuis, brouwershuis                                                                            |                       |                                  | Moerbeke          | Opperstraat 24       | 51° 10′ 27″ nord, 3° 56′ 24″ est | 34308               | Téléverser                                     |
| (nl) Breedhuis ca. 1920                                                                                 |                       |                                  | Moerbeke          | Opperstraat 25       | 51° 10′ 29″ nord, 3° 56′ 23″ est | 34309               | Téléverser                                     |
| (nl) Twee rijhuizen en een hoekhuis                                                                     |                       |                                  | Moerbeke          | Opperstraat 42       | 51° 10′ 26″ nord, 3° 56′ 17″ est | 34310               | Téléverser                                     |
| (nl) Twee rijhuizen en een hoekhuis                                                                     |                       |                                  | Moerbeke          | Opperstraat 44       | 51° 10′ 26″ nord, 3° 56′ 17″ est | 34310               | Téléverser                                     |
| (nl) Twee rijhuizen en een hoekhuis                                                                     |                       |                                  | Moerbeke          | Opperstraat 46       | 51° 10′ 26″ nord, 3° 56′ 17″ est | 34310               | Téléverser                                     |
| (nl) Café Harmonie, burgerhuis                                                                          |                       |                                  | Moerbeke          | Opperstraat 66       | 51° 10′ 24″ nord, 3° 56′ 11″ est | 34311               | Téléverser                                     |
| (nl) Café Harmonie, burgerhuis                                                                          |                       |                                  | Moerbeke          | Opperstraat 68       | 51° 10′ 24″ nord, 3° 56′ 11″ est | 34311               | Téléverser                                     |
| (nl) Burgerhuis                                                                                         |                       |                                  | Moerbeke          | Opperstraat 85       | 51° 10′ 26″ nord, 3° 56′ 10″ est | 34312               | Téléverser                                     |
| (nl) Burgerhuis enkelhuistype                                                                           |                       |                                  | Moerbeke          | Opperstraat 99       | 51° 10′ 25″ nord, 3° 56′ 07″ est | 34317               | Téléverser                                     |
| (nl) Bedrijfsgebouwen Suikergroep N.V.                                                                  |                       |                                  | Moerbeke          | Opperstraat 108      | 51° 10′ 20″ nord, 3° 55′ 45″ est | 34318               | Téléverser                                     |
| (nl) Breedhuis, herberg In de den                                                                       | Oui                   |                                  | Moerbeke          | Pereboomsteenweg 23  | 51° 12′ 18″ nord, 3° 57′ 51″ est | 34319               | Téléverser                                     |
| (nl) Hoeve losse bestanddelen                                                                           | Oui                   |                                  | Moerbeke          | Pereboomsteenweg 43  | 51° 12′ 33″ nord, 3° 57′ 55″ est | 34320               | Téléverser                                     |
| (nl) Gebouw, stallen, koetshuis en huis van de paardeknecht afhangend van kasteel Lippens               |                       |                                  | Moerbeke          | Plaisantstraat 2     | 51° 10′ 21″ nord, 3° 54′ 00″ est | 34321               | Téléverser                                     |
| (nl) Dorpswoning                                                                                        |                       |                                  | Moerbeke          | Plaisantstraat 11    | 51° 10′ 26″ nord, 3° 56′ 16″ est | 34322               | Téléverser                                     |
| (nl) Dubbelhuis en twee enkelhuizen                                                                     |                       |                                  | Moerbeke          | Plaisantstraat 16    | 51° 10′ 23″ nord, 3° 56′ 15″ est | 34323               | Téléverser                                     |
| (nl) Dubbelhuis en twee enkelhuizen                                                                     |                       |                                  | Moerbeke          | Plaisantstraat 18    | 51° 10′ 23″ nord, 3° 56′ 15″ est | 34323               | Téléverser                                     |
| (nl) Dubbelhuis en twee enkelhuizen                                                                     |                       |                                  | Moerbeke          | Plaisantstraat 20    | 51° 10′ 23″ nord, 3° 56′ 15″ est | 34323               | Téléverser                                     |
| (nl) Rijhuis                                                                                            |                       |                                  | Moerbeke          | Plaisantstraat 32    | 51° 10′ 25″ nord, 3° 56′ 15″ est | 34324               | Téléverser                                     |
| (nl) Hoeve losse bestanddelen                                                                           |                       |                                  | Moerbeke          | Spelonckvaart 31     | 51° 10′ 47″ nord, 3° 57′ 16″ est | 34325               | Téléverser                                     |
| (nl) Boerenarbeidershuis                                                                                |                       |                                  | Moerbeke          | Spelonckvaart 33     | 51° 10′ 49″ nord, 3° 57′ 17″ est | 34326               | Téléverser                                     |
| (nl) Boerenhuis                                                                                         |                       |                                  | Moerbeke          | Spelonckvaart 35     | 51° 10′ 49″ nord, 3° 57′ 19″ est | 34327               | Téléverser                                     |
| (nl) Kapel Onze-Lieve-Vrouw van Lourdes                                                                 |                       |                                  | Moerbeke          | Spelonckvaart 86     | 51° 11′ 01″ nord, 3° 57′ 48″ est | 34328               | Téléverser                                     |
| (nl) Boerenhuis                                                                                         |                       |                                  | Moerbeke          | Spelonckvaart 104    | 51° 11′ 07″ nord, 3° 58′ 12″ est | 34329               | Téléverser                                     |
| (nl) Bedrijfsgebouw, zuivelfabriek Sint Isidoor S.V.                                                    |                       |                                  | Moerbeke          | Spelonckvaart 108    | 51° 11′ 08″ nord, 3° 58′ 16″ est | 34330               | Téléverser                                     |
| (nl) Boerenhuis                                                                                         |                       |                                  | Moerbeke          | Spelonckvaart 118    | 51° 11′ 10″ nord, 3° 58′ 23″ est | 34332               | Téléverser                                     |
| (nl) Stationsgebouw, station van Moerbeke-Waas                                                          | Oui                   |                                  | Moerbeke          | Statiestraat 4       | 51° 10′ 29″ nord, 3° 56′ 00″ est | 34333               | (nl) Stationsgebouw, station van Moerbeke-Waas |
| (nl) Hoekhuis, café, 1880                                                                               |                       |                                  | Moerbeke          | Statiestraat 44      | 51° 10′ 44″ nord, 3° 55′ 51″ est | 34334               | Téléverser                                     |
| (nl) Breedhuis, boerenhuis                                                                              |                       |                                  | Moerbeke          | Terweststraat 26     | 51° 10′ 16″ nord, 3° 55′ 21″ est | 34335               | Téléverser                                     |
| (nl) Dorpswoning, café-winkel, douanierslogement en weegbrug                                            |                       |                                  | Moerbeke          | Terweststraat 44     | 51° 10′ 15″ nord, 3° 55′ 14″ est | 34336               | Téléverser                                     |
| (nl) Dorpswoning, dubbelhuis                                                                            |                       |                                  | Moerbeke          | Terweststraat 60     | 51° 10′ 14″ nord, 3° 55′ 04″ est | 34337               | Téléverser                                     |
| (nl) Twee boerenarbeidershuisjes                                                                        |                       |                                  | Moerbeke          | Terweststraat 77     | 51° 10′ 18″ nord, 3° 55′ 18″ est | 34338               | Téléverser                                     |
| (nl) Twee boerenarbeidershuisjes                                                                        |                       |                                  | Moerbeke          | Terweststraat 79     | 51° 10′ 18″ nord, 3° 55′ 18″ est | 34338               | Téléverser                                     |
| (nl) Boerenhuis, breedhuis                                                                              |                       |                                  | Moerbeke          | Terweststraat 79A    | 51° 10′ 18″ nord, 3° 55′ 16″ est | 34339               | Téléverser                                     |
| (nl) kapel Heilige Antonius van Padua                                                                   |                       |                                  | Moerbeke          | Terweststraat        | 51° 10′ 16″ nord, 3° 55′ 10″ est | 34340               | Téléverser                                     |
| (nl) Buitenverblijf, Kasteel Wulfsdonk, later Zamans Kasteel, heden buitenverblijf van graaf R. Lippens |                       |                                  | Moerbeke          | Terwesttragel 2      |                                  | 34341               | Téléverser                                     |
| (nl) Breedhuisje, bareelwachtershuis                                                                    |                       |                                  | Moerbeke          | Terwestvaart 49      | 51° 10′ 35″ nord, 3° 55′ 28″ est | 34342               | Téléverser                                     |
| (nl) Boerenhuis, breedhuis                                                                              |                       |                                  | Moerbeke          | Terwestvaart 52      | 51° 10′ 42″ nord, 3° 55′ 28″ est | 34343               | Téléverser                                     |
| (nl) Gemeenteschool                                                                                     |                       |                                  | Moerbeke          | Weststraat 11        | 51° 12′ 08″ nord, 3° 56′ 05″ est | 34344               | Téléverser                                     |
| (nl) Gemeenteschool                                                                                     |                       |                                  | Moerbeke          | Weststraat 13        | 51° 12′ 08″ nord, 3° 56′ 05″ est | 34344               | Téléverser                                     |
| (nl) oorspronkelijk dubbelhuis                                                                          |                       |                                  | Moerbeke          | Opperstraat 88       | 51° 10′ 24″ nord, 3° 56′ 08″ est | 88712               | Téléverser                                     |
| (nl) oorspronkelijk dubbelhuis                                                                          |                       |                                  | Moerbeke          | Opperstraat 90       | 51° 10′ 24″ nord, 3° 56′ 08″ est | 88712               | Téléverser                                     |